# Veličná

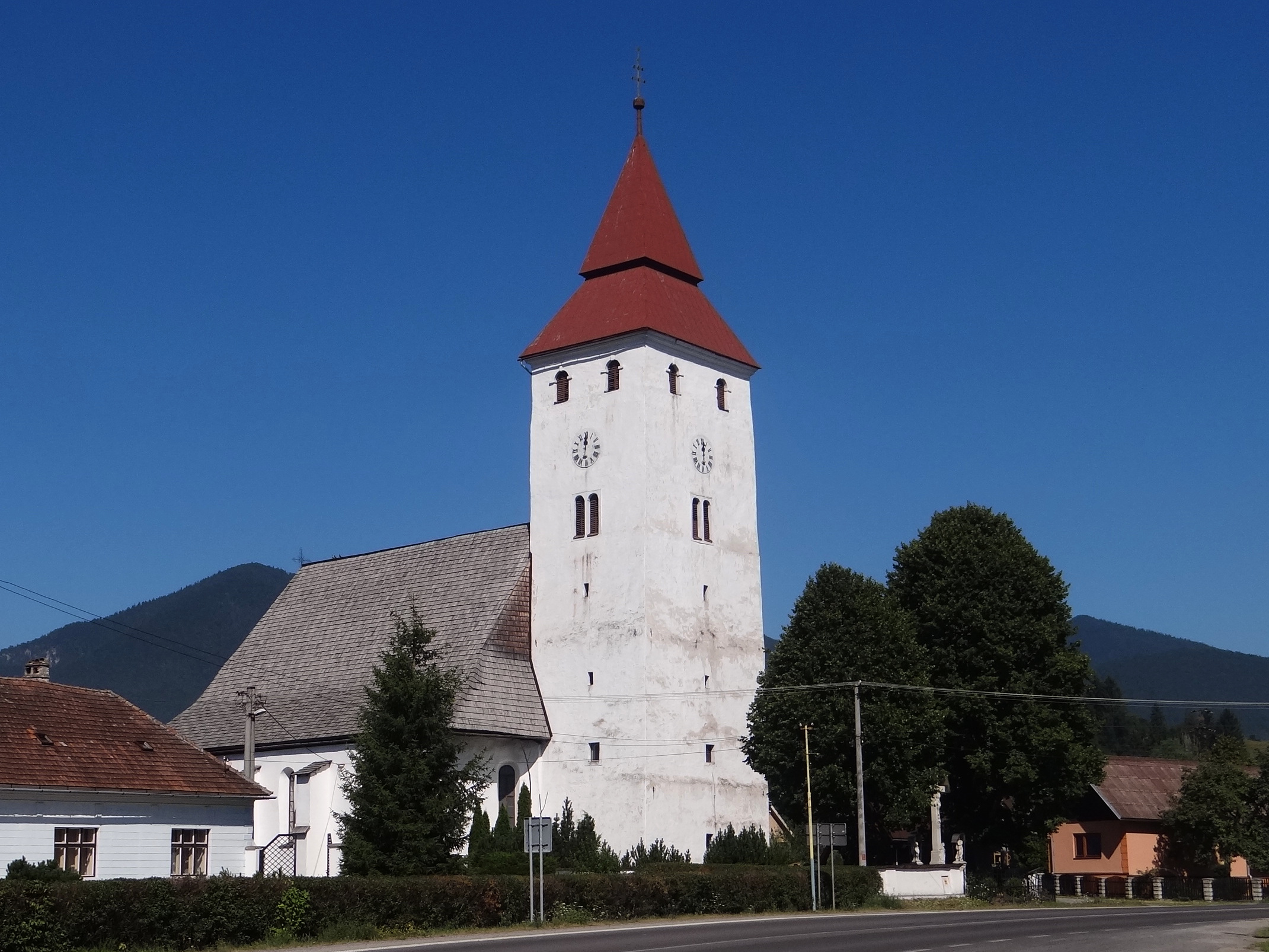
Veličná

Veličná (Hongaars: Nagyfalu) is een Slowaakse gemeente in de regio Žilina, en maakt deel uit van het district Dolný Kubín.
Veličná telt 1.000 inwoners.